# Sprogfilosofi
Sprogfilosofi er en gren af filosofien som beskæftiger sig med sproget. Selv om filosoffer har talt om sproget siden Platons Kratylos, fik det ikke en særlig plads inden for filosofien før i 1800-tallet gennem den såkaldte sproglige vendning.
For at forstå hvad sprogfilosofien beskæftiger sig med, kan man se på nogle af de spørgsmål som ofte har været diskuteret:
- Hvordan kan sprog have mening?
- Hvordan er mening knyttet til begrebet om sandhed?
- Hvilken del af sproget er meningsbærende? Ord? Sætninger? Tanken?
- Hvad er mening?
- Hvordan påvirkes synet på filosofi af sproget og synet på sproget?
- Hvordan forholder sprog og tanker sig til hinanden?
- Hvordan forholder sproget sig til verden?
- Hvilke er de logiske forudsætninger for meningsfuldhed?
- Hvad og hvordan anvender vi sproget?
- Hvad er en metafor?
- Hvordan fungerer tolkning og oversættelse?
- Hvordan påvirkes kundskab (epistemologi) af sproget?

Analytisk filosofi
At sprogfilosofien er væsentlig for analytisk filosofi er nærliggende hvis man anser at filosofiske problemer først bør klargøres gennem en analyse af sproget. Filosoffer som Gottlob Frege, Bertrand Russell og Ludwig Wittgenstein brugte derfor meget tid på det logiske grundlag for en sådan analyse.
Hverdagssproget
Filosofien om hverdagsssproget er en del af sprogfilosofien som studerer hverdagssproget, både for at lære om selve sprogets natur og for ved hjælp af kundskab om hverdagssprogets funktion at løse mere generelle filosofiske problemer, for eksempel inden for moral og metafysik.
Vigtige repræsentanter er J.L. Austin og H. P. Grice. Teorien om talehandlinger er måske det mest berømte resultat, men også skiftet fra sprogets mening til antydning og implikaturens funktion har plads i sprogfilosofien.
Kontinental filosofi
Sprogfilosofien inden for kontinental filosofi stammer først og fremmest fra Ferdinand de Saussure hvis projekt nogle mener har store ligheder med Freges. I den kontinentale tradition er filosoffer som Edmund Husserl, Martin Heidegger og Jacques Derrida vigtige inden for sprogfilosofien.
Noter
1. ↑  Vedr. "Den sproglige vending" : "...Kant spørger i modsætning til hele den filosofiske tradition ikke længere ontologisk om "væren" i "tingen i sig selv" (ty. nach dem Sein der „Dinge an sich“), men om anskuelsens ("Kategoriernes") sproglige former, gennem hvilke vi altid opfatter virkelighed(en) og strukturerer (den) før al anskuelse (dvs a priori). Dette blik bort fra objektet over mod subjektet i erkendelsen konkretiserer sig senere i løbet af 'den sproglige vending' mod sproget som fænomen. ..." (fra 'Den sproglige vending i filosofien' (tysk)) — Se evt. også Språkliga vändningen (svensk) eller Linguistic turn (engelsk)
2. ↑  'skiftet' : Hele sætningen på svensk "men också driften fra sprogets mening till menande och implikaturens funktion har sin plats i sprogfilosofien"

| Sprog | Spire Denne artikel om sprog er en spire som bør udbygges. Du er velkommen til at hjælpe Wikipedia ved at udvide den. |